# British Antarctic Survey

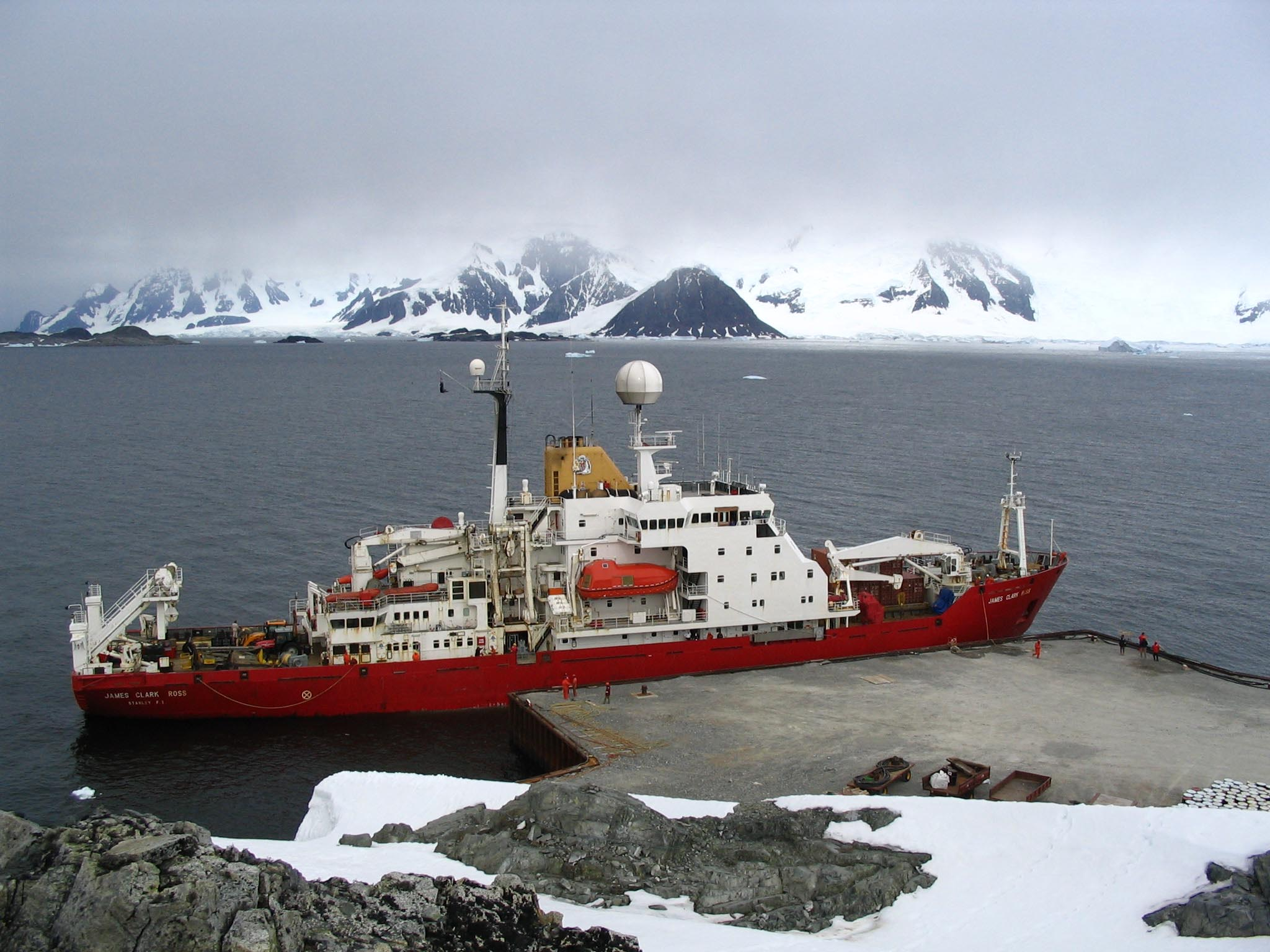
RRS James Clark Ross vid forskningsstationen Rothera

British Antarctic Survey (BAS) är Storbritanniens nationella institut för forskning i Antarktis. Det tillhör Natural Environment Research Council (NERC), har sitt säte i Cambridge och har över 400 anställda. Det hade en budget på 50,4 miljoner pund för 2014-2015. 

## Stationer och transporter
British Antarctic Survey driver de antarktiska forskningsstationerna Rothera, Halley och Signy, samt två forskningsstationer i ögruppen Sydgeorgien. Isbrytarna RRS James Clark Ross och RRS Ernest Shackleton används för logistik, och den förstnämnda har även avancerad utrustning för oceanografiska undersökningar. Fyra Twin Otter flygplan används vid Rotera och Halley, och en Dash 7 används för interkontinentala transporter mellan Rothera och Falklandsöarna, och till färder till inlandet. 
Det relaterade NERC Arctic Office driver UK Arctic Research Station i Ny-Ålesund i Svalbard.